# PK Chemicals
pK Chemicals er et dansk bioteknologisk firma, som producerer dextran, dextranderivater og produkter specielt fremstillet til deres kunder. Firmaet har eksisteret siden 1964 og startede med kun at have produktion i Køge. Sidenhen har pK Chemicals udvidet, så de nu også har produktion i Hårlev. 
Firmaet er i dag 100% ejet af pK Biotech ApS, som er et privatejet firma.